# Giacôbê Đỗ Mai Năm
Giacôbê Đỗ Mai Năm là một linh mục tử vì đạo, được Giáo hội Công giáo Rôma suy tôn Hiển Thánh vào năm 1988. Ông sinh năm 1781, người làng Đông Biên, xã Minh Tân, huyện Vĩnh Lộc, tỉnh Thanh Hóa, thuộc Giáo phận Thanh Hóa, tên trong sổ bộ là Mai Ngũ, là con gia đình lương dân họ Mai nhưng vì nhà khó khăn cho làm con nuôi người đi đạo Công giáo họ Đỗ nên có tên là Đỗ Mai Năm.  Ông chịu chức linh mục năm ba mươi hai tuổi. 

## Tu tập
Từ bé, Giacôbê Năm đã sống trong Nhà chung, sau đó được vào Chủng viện Kẻ Vĩnh (Vĩnh Trị), thời Đức giám mục Jacques Benjamin Longer - Gia. Khi làm thầy giảng, thầy Năm được cử ở lại giúp Chủng viện Kẻ Vĩnh. Ban ngày thầy coi sóc kẻ liệt, buổi tối thầy đi dạy trẻ con làng Kẻ Vĩnh. 

## Truyền giáo
Làm thầy giảng được mấy năm thì bề trên gọi thầy học Đại chủng viện, truyền chức linh mục cho thầy, cùng sai đi giúp các xứ đạo lúc thầy mới đến ba mươi hai tuổi.
Linh mục Giacôbê Năm là người hiền hòa, dễ mến. Cha năng đọc kinh, lần hạt. Đặc biệt, cha Giacôbê Năm có lòng thương kẻ khó khăn, hay giúp đỡ người nghèo về cơm áo, thuốc men.
Vào khoảng giữa thời Minh Mạng, bề trên đem cha Năm về Nhà chung Kẻ Vĩnh được hai ba năm thì có chỉ cấm đạo, bắt các đạo trưởng, triệt hạ các nhà thờ, nhà xứ. Bấy giờ Nhà chung Kẻ Vĩnh phải tản đi. Linh mục Năm ẩn trốn ở nhà ông trùm Tốn, họ Kẻ Nguồi ba bốn năm. Khi cơn cấm đạo đã nguôi, Nhà chung đã hồi lại, cha Năm lại về Kẻ Vĩnh.

## Tử đạo
Chẳng được bao lâu, các quan lại bắt đạo ngặt quá, cha Năm phải ẩn trốn trong nhà ông trùm Đích ở làng Kẻ Vĩnh. Lúc ấy có kẻ tên Tỉ quê ở Đông Mặc và tên Xuân quê Tiểu Tức Mặc, huyện Mỹ Lộc, tỉnh Nam Định, tố giác cha Năm với quan tuần phủ Nam  Định tên là Trịnh Quang Khanh.
Sáng ngày 11/05/1838, quan tuần phủ đi thuyền đến bến Kẻ Vĩnh, lên ngồi ở đình làng, đòi mọi người từ mười tám tuổi trở lên phải đến tại đình trình diện. Quan bắt lý trưởng làm tờ cam kết, hễ bắt được đạo trưởng, cùng đồ đạo quốc cấm trong làng thì mình chịu tội. 
Khi quân lính bao vây làng Kẻ Vĩnh, cha Năm thắt lưng, xăn quần định trà trộn vào đám dân chúng đi làm cơm cho quan ăn. Nhưng chưa kịp ra khỏi nhà thì quân lính đến. Lính đến gần nhà ông trùm Đích gặp linh mục Năm, thấy người trắng trẻo, lại râu ria đẹp đẽ thì hỏi người rằng: “Ông là ai, có phải là Cụ chăng?” Cha Năm thưa rằng: “Tôi là người nhà này”. Bấy giờ kẻ Tỉ và Xuân liền kêu lên rằng: “Đó chính là linh mục đang trú ở nhà ông trùm Đích đấy”. Cha Năm nói: “Phải, tôi là linh mục đây”. Lính xông tới bắt và trói cha cùng ông trùm Đích đem nộp cho quan đang ngồi tại đình làng.
Khi đến trước mặt quan, cha cũng xưng mình là linh mục. Quan bảo rằng: “Triều đình nghiêm cấm đạo Giatô, sao chẳng về nhà làm ăn còn giảng đạo làm gì?” Quan lại hỏi cha rằng: “Linh mục có bước qua thập giá chăng?” Cha thưa rằng: “Bẩm quan lớn, chúng tôi không bước qua thập giá”. Quan hỏi cho qua chuyện rồi truyền đóng gông cha Năm cùng ông trùm Đích và lý trưởng Mỹ, con rể ông trùm Đích, và xuống thuyền ra Nam Định. Khi cha Năm vừa đến Nam Định thì bị giam ngay. Hôm sau, các quan đòi cha ra và bắt bước qua thập giá, nhưng cha cương quyết không chịu.
Ngày 12/08/1838, cha Năm, ông trùm Đích và ông lý Mỹ bị chém đầu ở pháp trường Bảy Mẫu. Ngày sau, khi đã bình yên, Nhà chung dựng nhà mồ có treo câu đối:
| “ | Hoành hoành nghĩa khí quần giam Cụ Lẫm lẫm trung thành vạn cổ sư | ” |

## Suy tôn
Linh mục Giacôbê Đỗ Mai Năm được suy tôn lên bậc Chân Phước ngày 27/05/1900 và được suy tôn Hiển Thánh ngày 19/06/1988.